# Бегимбет
Бегимбет (каз. Бегімбет) — село в Шалкарском районе Актюбинской области Казахстана. Административный центр Айшуакского сельского округа. Находится примерно в 90 км к юго-юго-западу от города Шалкар, административного центра района, на высоте 169 метров над уровнем моря. Код КАТО — 156433100.
Село названо в честь Бегимбет-батыра, жившего в начале XVIII века, главы (старшины) казахского рода алим.

## Население
В 1999 году население села составляло 2418 человек (1204 мужчины и 1214 женщин). По данным переписи 2009 года, в селе проживало 1703 человека (862 мужчины и 841 женщин).